# Cildo Meireles

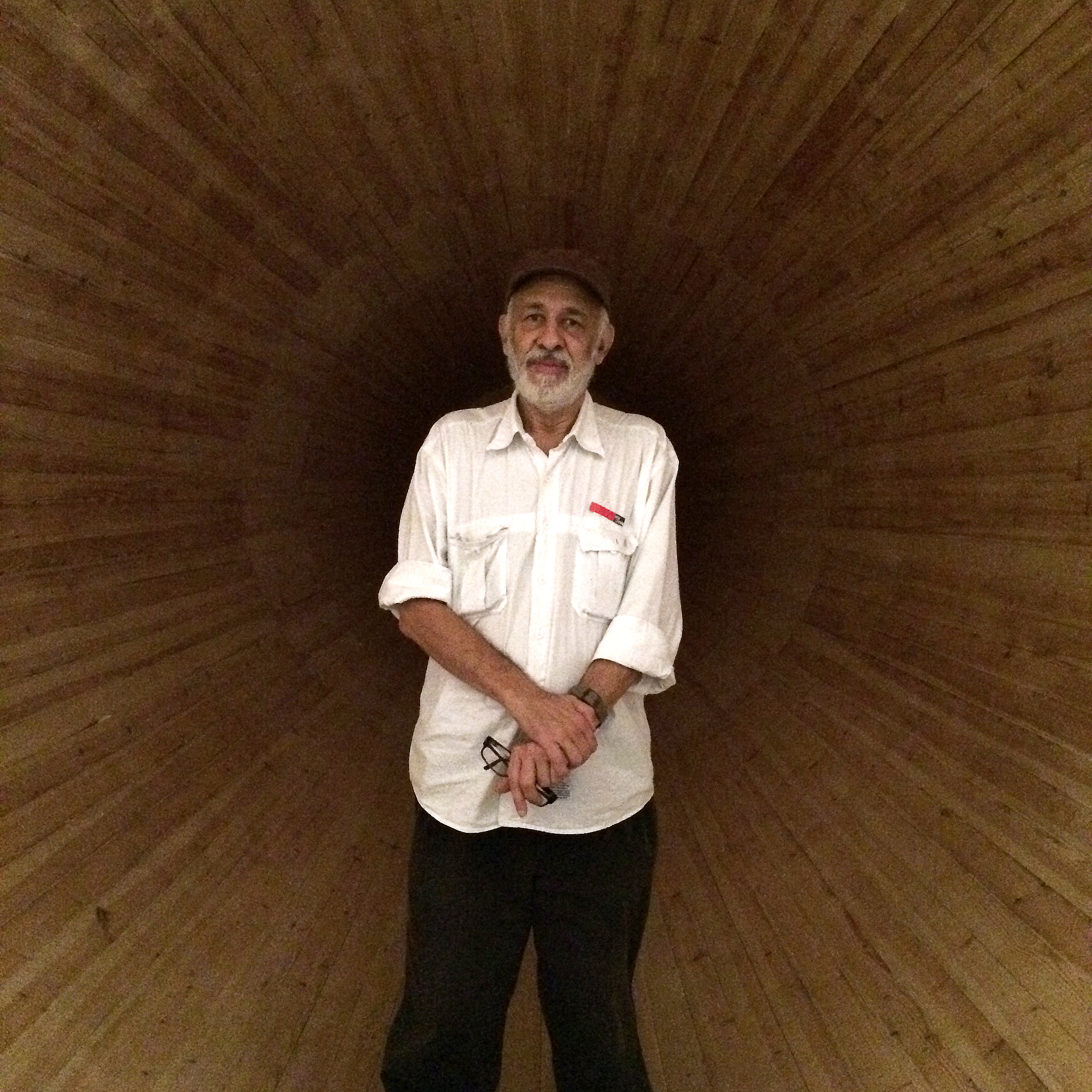
Cildo Meireles

Cildo Meireles (* 9. Februar 1948 in Rio de Janeiro) ist ein brasilianischer Konzeptkünstler.
Cildo Meireles stellte seine Arbeiten u. a. im New Yorker Museum of Modern Art sowie 1992 und 2002 (Disappearing Element/Disappeared Element) auf der Kasseler documenta 11 aus. Auch auf der 51. Biennale (12. Juni – 6. November 2005) war er mit Werken vertreten.

## Ausstellungen (Auswahl)
- Cildo Meireles im Portikus, Frankfurt a. M. (31. Januar bis 7. März 2004)[2]
- Cildo Meireles im Kunstverein in Hamburg (26. Juni bis 19. September 2004)
- Cildo Meireles im HangarBicocca, Mailand.[3]
- Cildo Meireles im Museu Serralves, Porto (15. November 2013 bis 26. Januar 2014)

## Bildergalerie

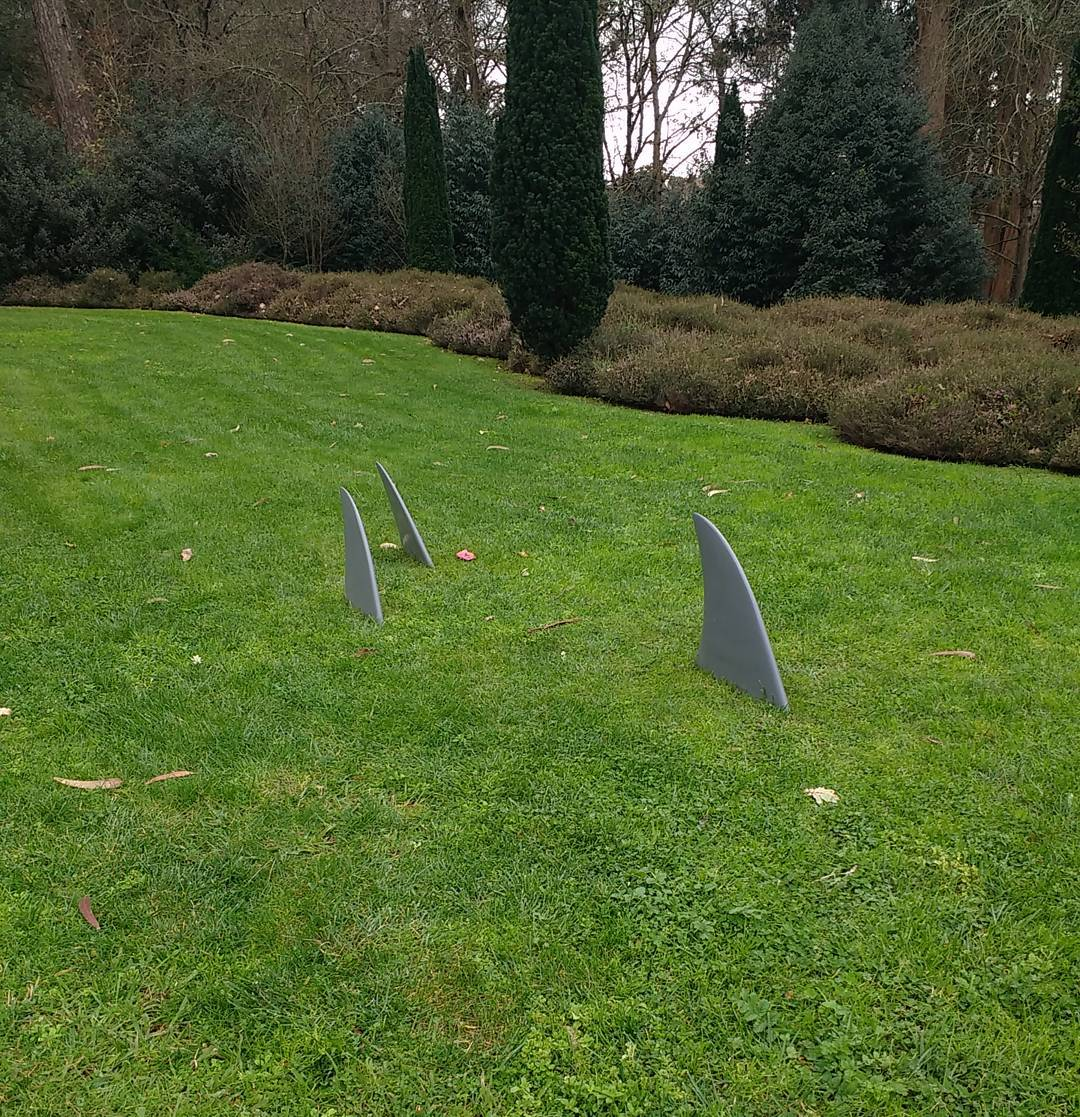
Pertubarão!, deutsch: Sie werden stören! Wortschöpfung aus perturbação, deutsch: Störung und tubarão, deutsch: Hai, 2014, Fundação de Serralves
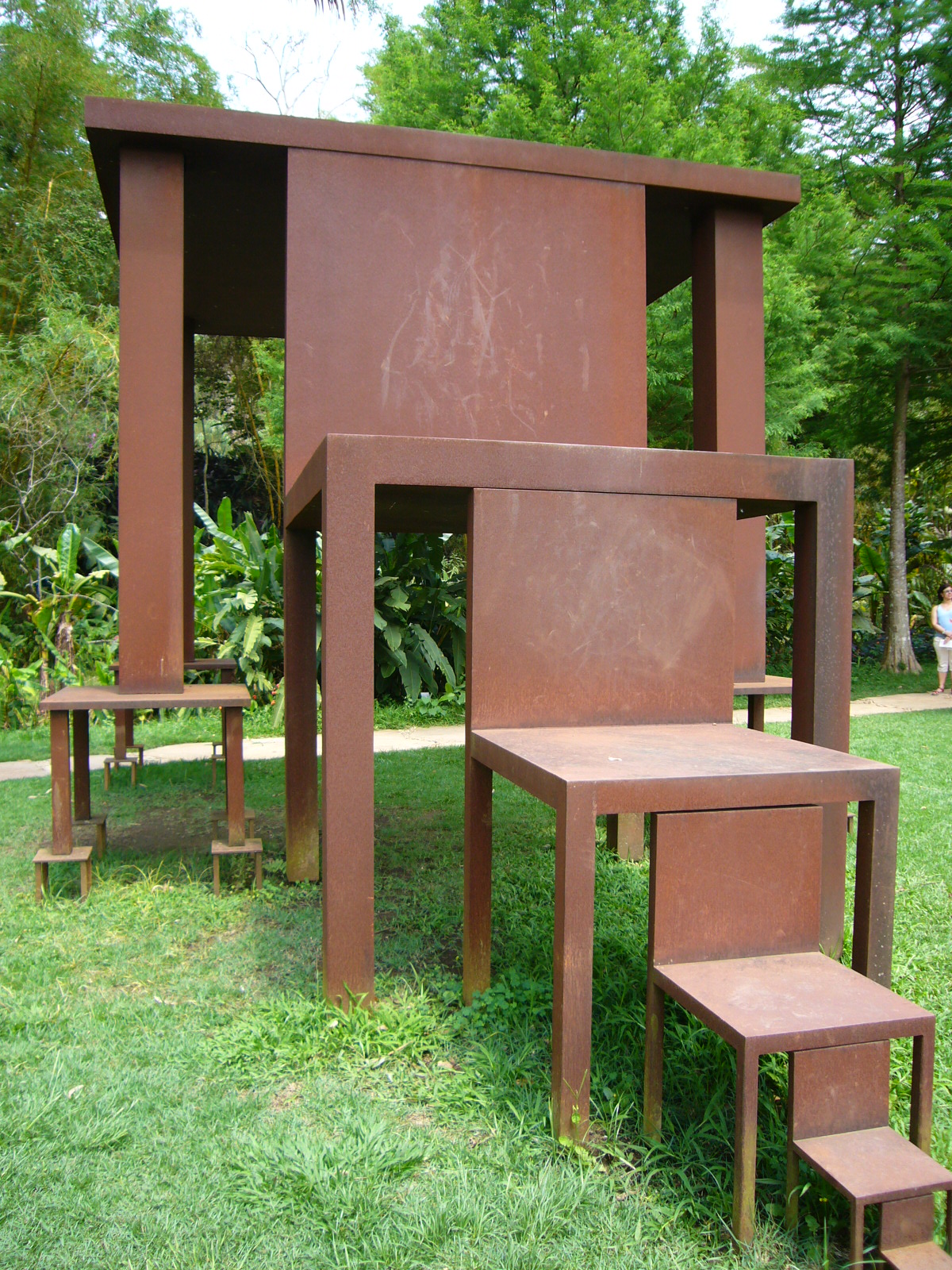
Inmensa, 1982–2001, Brumadinho
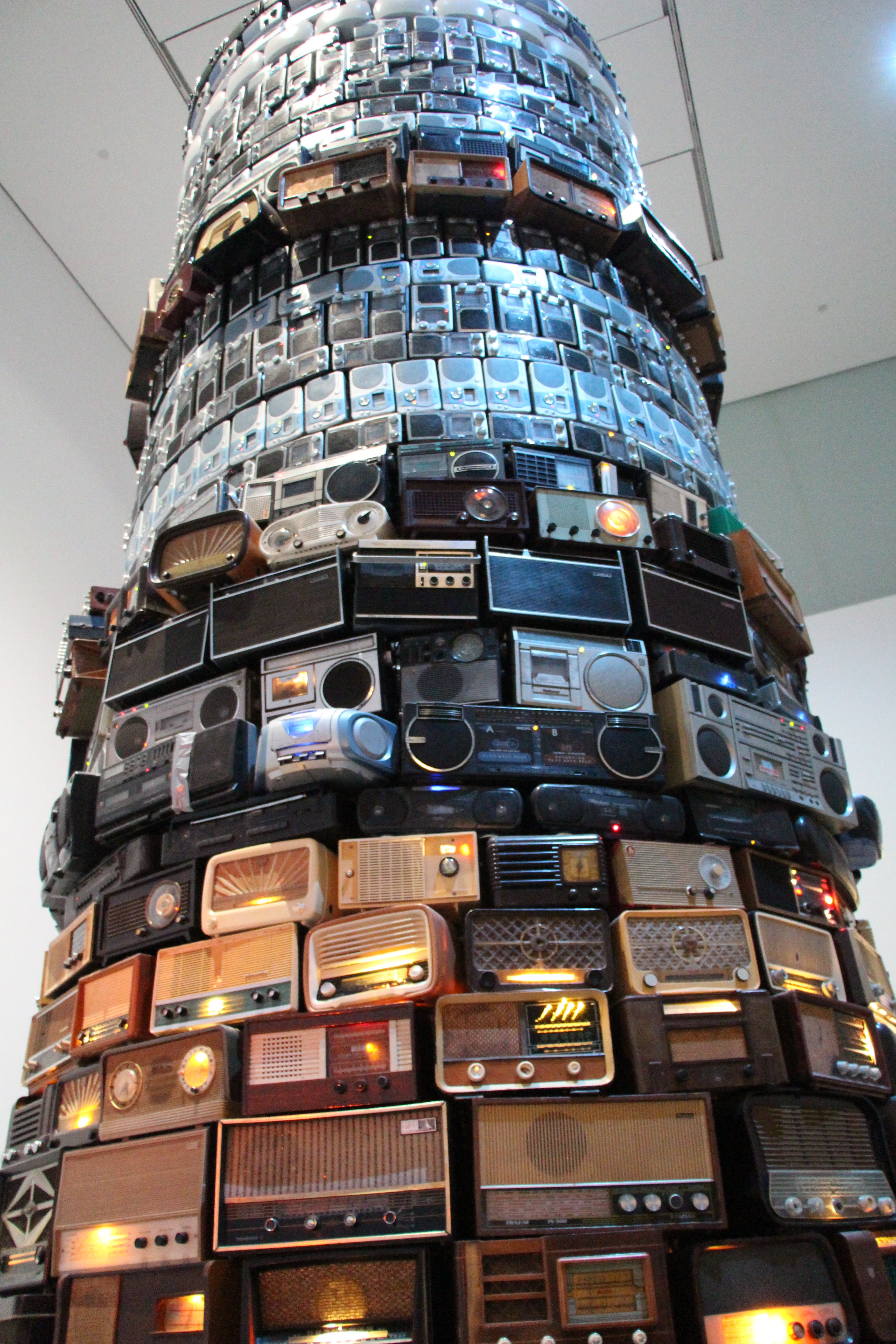
Bankside Babel, 2001, Tate Gallery of Modern Art, London

## Auszeichnung
- 2023: Roswitha Haftmann-Preis